# The Crossings
The Crossings és una concentració de població designada pel cens dels Estats Units a l'estat de Florida. Segons el cens del 2000 tenia 23.557 habitants.

## Demografia
Segons el cens del 2000, The Crossings tenia 23.557 habitants, 8.264 habitatges, i 6.255 famílies. La densitat de població era de 2.431,9 habitants/km².
Dels 8.264 habitatges en un 40,7% hi vivien nens de menys de 18 anys, en un 56,1% hi vivien parelles casades, en un 15,8% dones solteres, i en un 24,3% no eren unitats familiars. En el 19,3% dels habitatges hi vivien persones soles el 4% de les quals corresponia a persones de 65 anys o més que vivien soles. El nombre mitjà de persones vivint en cada habitatge era de 2,85 i el nombre mitjà de persones que vivien en cada família era de 3,28.
Per edats la població es repartia de la següent manera: un 25,9% tenia menys de 18 anys, un 9,1% entre 18 i 24, un 32% entre 25 i 44, un 24,6% de 45 a 60 i un 8,4% 65 anys o més.
L'edat mediana era de 36 anys. Per cada 100 dones de 18 o més anys hi havia 82,3 homes.
La renda mediana per habitatge era de 55.517 $ i la renda mediana per família de 60.263 $. Els homes tenien una renda mediana de 42.360 $ mentre que les dones 32.543 $. La renda per capita de la població era de 23.762 $. Entorn del 5,1% de les famílies i el 6,5% de la població estaven per davall del llindar de pobresa.

## Poblacions més properes
El següent diagrama mostra les poblacions més properes.